# Guus Scheffer
August „Guus” Scheffer  (ur. 24 stycznia 1898 w Haarlemie, zm. 1 listopada 1952 tamże) – holenderski sztangista. Brązowy medalista olimpijski z Amsterdamu.
Zawody w 1928 były jego drugimi igrzyskami olimpijskimi, wcześniej brał udział w IO 24 (siódme miejsce). Zajął trzecie miejsce w rywalizacji w wadze średniej (do 75 kg). Wyprzedzili go Francuz Roger François i Włoch Carlo Galimberti.